# Božo Anđelić
Božo Anđelić (Cettigne, 16 marzo 1992) è un pallamanista montenegrino e della Nazionale del montenegro.

## Carriera
Giocatore del Ferencvárosi TC, società di pallamano della città di Ferencváros, ricopre il ruolo di centro. Ha debuttato nella Nazionale di pallamano maschile del Montenegro nel 2012.